# Padjelantaleden
O Padjelantaleden (em português: Trilho de Padjelanta) é um percurso pedestre da Suécia, com cerca de 150 km, localizado na província histórica da Lapónia, no norte do país.

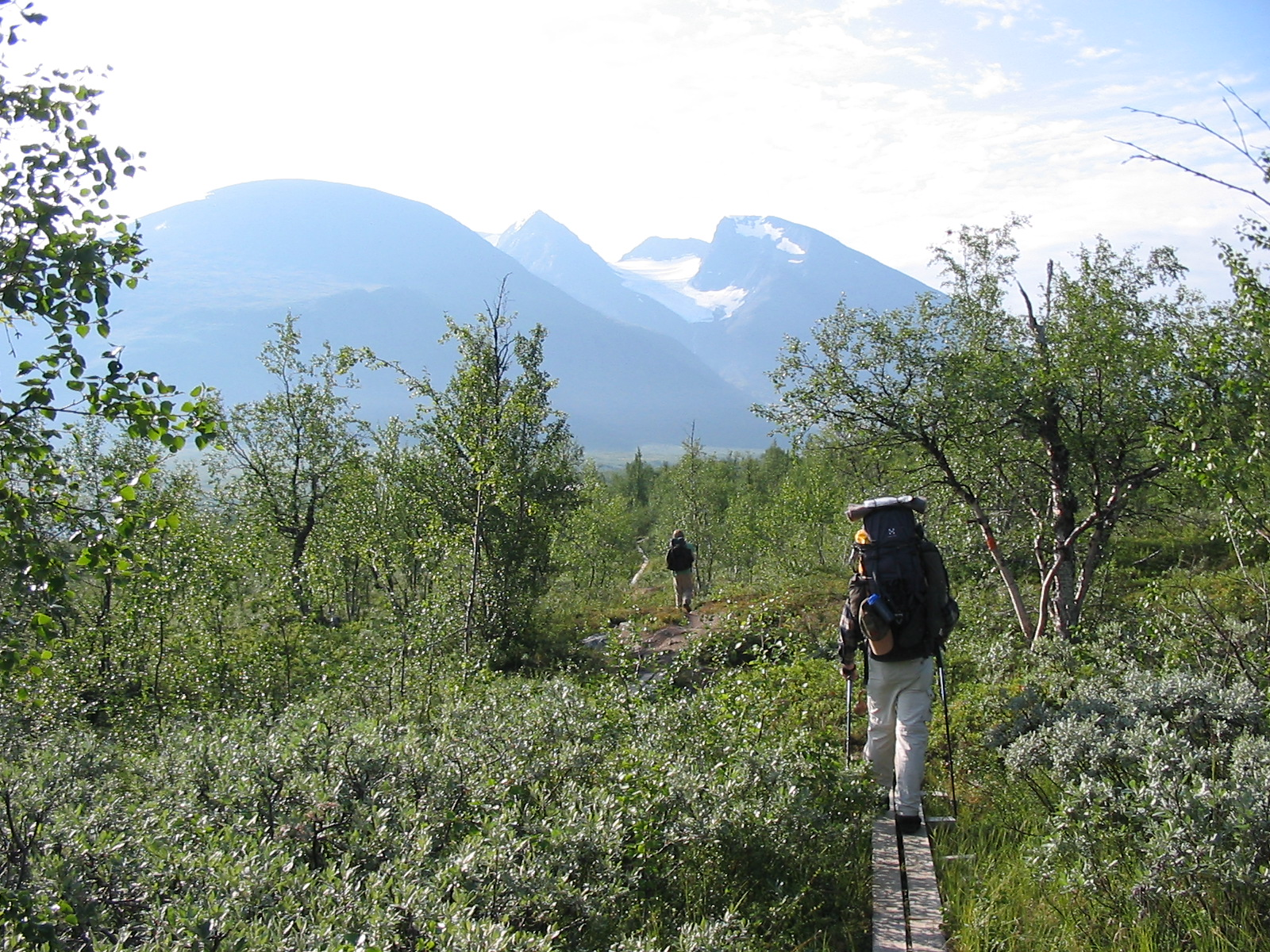
O trilho, com Ahkka ao fundo
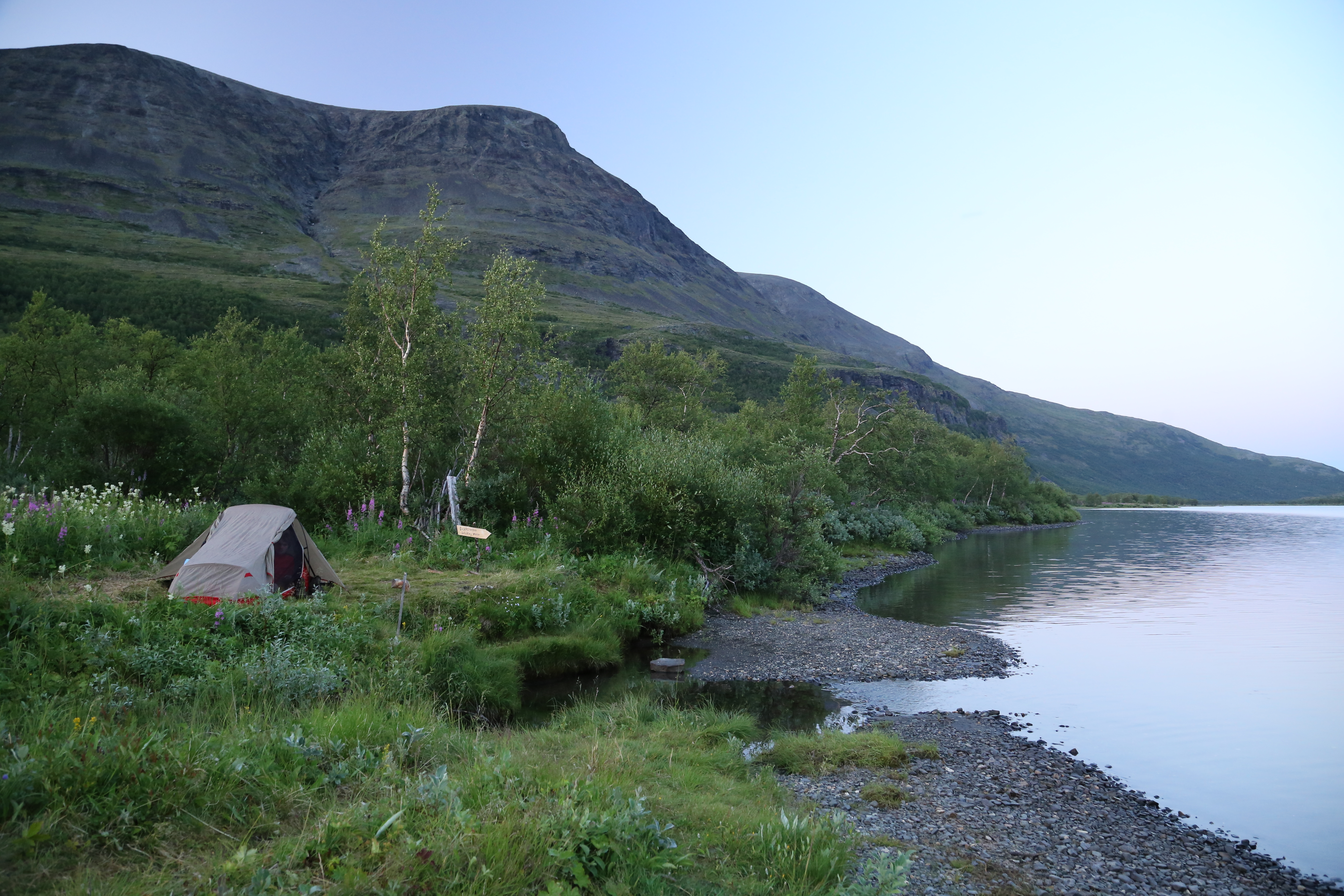
O trilho, com Ahkka ao fundo